# Levende bezems
Levende bezems (Duits: Die schwarzen Brüder) is een boek van de Duitse kinderboekenschrijfster Lisa Tetzner, dat zij schreef in ballingschap in Zwitserland samen met haar man Kurt Kläber. Omdat Kläber onder de Zwitserse exilvoorwaarden niet mocht publiceren, gebruikte hij het pseudoniem Kurt Held. Het verscheen in 1941 en gaat over de lotgevallen van een Zwitserse jongen in de 19e eeuw die als hulpje van een schoorsteenveger (spazzacamini) in Milaan moet werken. Kinderhandel, kinderarbeid en soortgelijke praktijken kwamen (en komen) zeer veel voor en niet alleen in Milaan. Het is een van de meestgelezen kinderboeken ter wereld.

## Het verhaal
De jonge Giorgio groeit in de 19e eeuw op in het bergdorpje Sonogno in het Zwitserse kanton Tessin als zoon van een bergboer. Wanneer zijn moeder haar voet breekt, zien zijn ouders zich gedwongen hem te verkopen aan de kinderhandelaar Antonio Luini, de 'man met het litteken'. Hij ontmoet Alfredo, een andere jongen die ook is verkocht, en ze worden vrienden. De man met het litteken brengt samen met de schipper Giorgio, Alfredo en een groep andere Tessiner jongens naar Milaan, alleen de boot slaat om en een paar mensen overleven het. Alsnog worden ze verkocht aan schoorsteenvegers. Die hebben namelijk behoefte aan jonge jongens als hulpje, omdat die in schoorstenen kunnen klimmen om ze schoon te kunnen maken.
Giorgio's baas, meester Rossi, is de kwaadste niet, en ook zijn zieke dochter Angeletta steekt Giorgio regelmatig een hart onder de riem. Rossi's vrouw en zijn verwende zoon Anselmo (het 'kikkergezicht') hebben echter vanaf het begin een hekel aan Giorgio en doen er alles aan hem dwars te zitten. Anselmo is lid van een jeugdbende, de Wolven, die Giorgio regelmatig lastigvalt.
Alfredo heeft het echter nog slechter getroffen met zijn meester: een kwaadaardige alleenstaande man die zoveel drinkt dat hij al geel ziet (de 'citroen'), die hem zeer slecht behandelt. Alfredo loopt tuberculose op, in die tijd een dodelijke ziekte. Wel biedt hij Giorgio hulp door hem lid te laten worden van de Zwartgezichten, een bende voor Zwitserse schoorsteenvegertjes. Nu is Giorgio niet meer weerloos tegen de Wolven. Verder wordt hij geholpen door een arts, dokter Casella, wanneer hij in een schoorsteen vast komt te zitten en bijna stikt.
Alfredo sterft en Giorgio regelt de begrafenis. Wanneer de Wolven dit zien en Giorgio tevens blijk geeft van edelmoedigheid en dapperheid, krijgen ze sympathie voor de Zwartgezichten en verzoenen de bendes zich. Anselmo weigert zich te verzoenen maar wanneer Giorgio aanbiedt het eens en voor altijd uit te vechten, durft hij niet en neemt hij zijn toevlucht tot een aanval in de rug. Zelfs Anselmo's voormalige vrienden vinden dit zo laf, dat ze zich tegen hem keren, hem een pak slaag geven, en hem uit de bende gooien. Uit wraak voor deze vernedering steelt Anselmo kostbaarheden, legt ze in Giorgio's slaapplaats, en beschuldigt Giorgio. Alleen Angeletta gelooft Giorgio nog, en meester Rossi wil de politie inschakelen. Giorgio beseft dat niemand hem zal geloven, en vlucht met behulp van de Wolven samen met een paar Zwartgezichten Milaan uit, terug naar Zwitserland.
Giorgio bereikt Lugano waar hij onderdak bij dokter Casella vindt. Tot zijn schrik ontdekt hij ook de man met het litteken. Giorgio verwittigt echter de autoriteiten en de kinderhandelaar wordt tot een lange gevangenisstraf veroordeeld. Giorgio blijft 9 jaar bij de dokter, groeit op en volgt een opleiding, en trouwt met Alfredo's zus Bianca. Als een volwassen man en jonge leraar keert hij naar zijn geboortedorp Sonogno terug.